# Rumikiru atacama
Espèce
Rumikiru atacama est une espèce de scorpions de la famille des Bothriuridae.

## Distribution
Cette espèce est endémique de la région d'Atacama au Chili. Elle se rencontre dans la province de Huasco.

## Description
Le mâle holotype mesure 32,27 mm et la femelle paratype 31,91 mm, les mâles mesurent de 24,6 à 39 mm et les femelles de 25,4 à 33,3 mm.

## Étymologie
Son nom d'espèce lui a été donné en référence au lieu de sa découverte,  la région d'Atacama.

## Publication originale
- Ojanguren-Affilastro, Mattoni, Ochoa & Prendini, 2012 : Rumikiru, n. gen. (Scorpiones: Bothriuridae), a new scorpion genus from the Atacama Desert. American Museum Novitates, no 3731, p. 1-43 (texte intégral).